# Supermarine Sea Lion II
Dimensions
Le Supermarine Sea Lion II était un hydravion de course britannique, conçu et construit par Supermarine pour le trophée Schneider de 1922 qui se tenait à Naples, en Italie, une course qu'il gagnera par la suite. 

## Développement
Pour concourir au trophée Schneider de 1922, Supermarine développa un hydravion de course en modifiant le chasseur Sea King II. Le Sea King était un biplan amphibie monoplace propulsé par un moteur Hispano Suiza de 300 ch, qui vola pour la première fois en 1921. Modifié en hydravion et équipé d'un moteur Napier Lion de 450 ch, G-EBAH fut engagé à l'édition 1922. Piloté par Henri Biard, il remporta la course à la vitesse moyenne de 234,48 km/h.
Pour l'édition 1923 de la Coupe à Cowes, en Angleterre, l'avion fut remotorisé avec un Napier Lion de 550 ch et rebaptisé Supermarine Sea Lion III. L'avion n'atteignit que la troisième place, derrière l'hydravion Américain Curtiss CR-3. L'avion fut transféré à la Royal Air Force en 1923.

## Opérateurs
Royaume-Uni
- Royal Air Force ;
- Supermarine Aviation Works.